# Zsovtyi Vodi csata
A Zsovtyi Vodi csata a Mikołaj Potocki vezette lengyel hadak és zaporozsjei-tatár seregek összecsapása 1648. május 7-én. A csatában a kozákok vereséget mértek a lengyel nemesi seregre Bohdan Hmelnickij vezetésével, aki egész Ukrajnát lángba borította.

## A csata előzményei
A fokozódó lengyel mágnási elnyomás és a kozákok jogainak korlátozása miatt Ukrajna lázadozni kezdett a lengyel uralom ellen. 

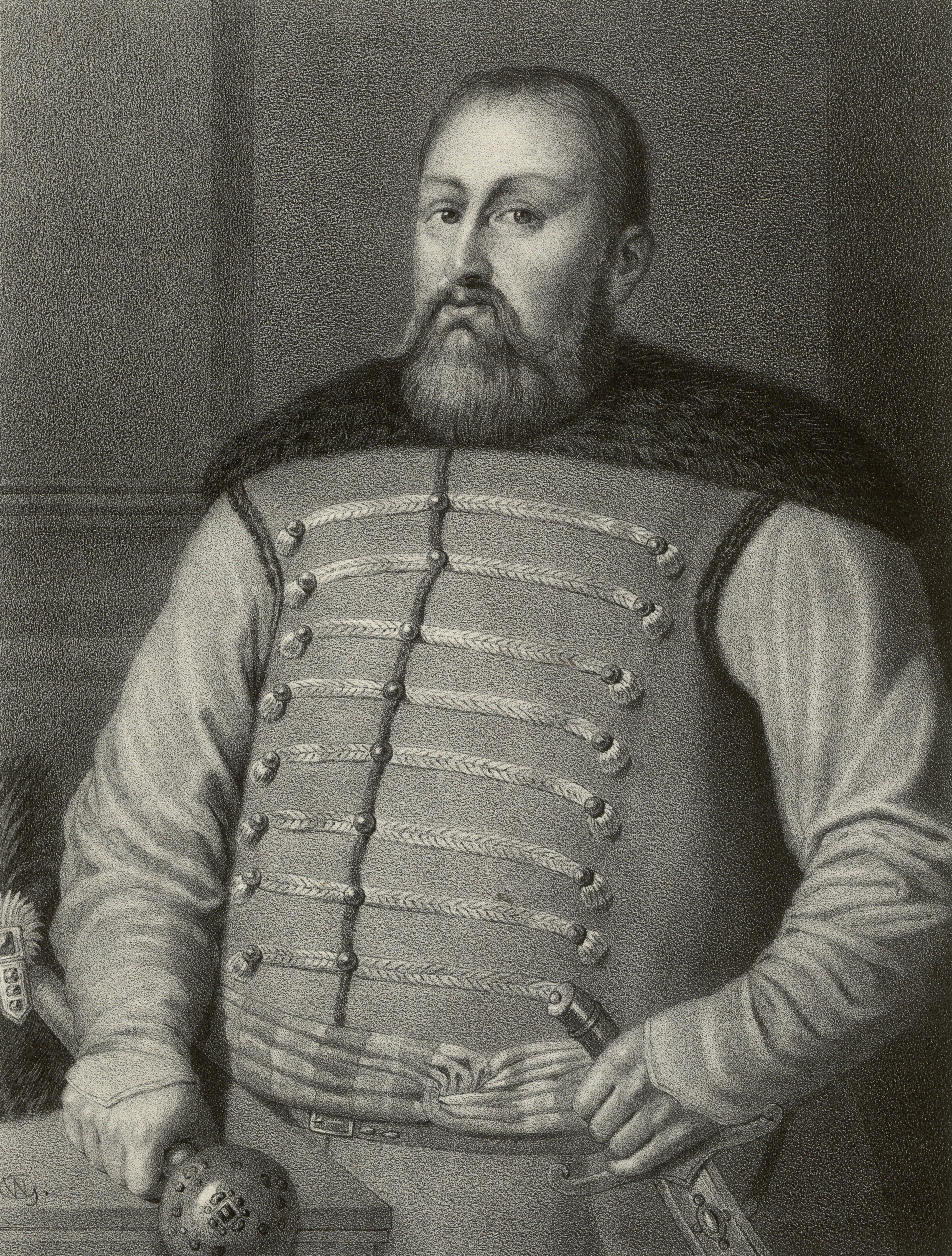
Mikolaj Potocki a korona nagyhetmanja

Az elnyomással szemben fellépő Hmelnickij, akit bebörtönöztek, de megszökött magával vitt több királyi privilégiumot, amit a kozákoknak adományoztak, de a lengyel nemesek ezeket elrejtették. A Zaporozsjei Had tanácsa Bohdan Hmelnickijt hetmanná választotta. A mágnások viszont sereget szerveztek, hogy letörjék az ellenálló szicset (kozák katonai adminisztratív központ, palánkvár), és két 12 000 fős had már úton volt Zaporozsje felé. A két sereg külön útvonalon haladt, s Hmelnickij tudta, meg kell előzni az egyesülésüket. Mivel egymaga nem tudott volna szembeszállni a lengyelekkel és a litvánokkal, ezért segítséghez folyamodott Moszkvához, a moldvai vajdához és a krími kánhoz. III. Islam-Girej küldött is egy hordát Tuhaj-bej vezetése alatt, május elején kivonultak a szicsből.

A nemesi seregeket Mikołaj Potocki hivatalos kozák hetman és Marcin Kalinowski vezette. Hmelnickij szökevényektől értesült arról, hogy Potocki előre küldte a fiát, Stefant kétezer nehézlovassal, míg vagy hatezer lajstromos kozákot, ezer német és cseh zsoldost küldött le a Dnyeper folyón gályákon. A hadak még mindig nem egyesültek.

Hmelnickij lassan haladt előre, hogy az ifjabb Potocki és a hetmanok közelebb jöjjenek a csapataihoz, távolabb kerülve egymástól, és ha lehet külön-külön verje meg seregeiket.

## A kozák és lengyel hadak
A tatár kán erősítése egyes források szerint 20 ezer fő volt, mások csak tízezerre, megint mások hatezer lovasra teszik. Utóbbi helytállóbb a mai történészek véleménye szerint. Hmelnickij azt akarta, hogy a kán teljes seregével támogassa a felkelést, de az egyelőre nem bízott a hetman sikerében, másrészt eléggé kétszínű, s közben tárgyalásokat folytatott a lengyelekkel is, ezért bármikor a kozákok ellen fordulhatott volna. Hogy a kozákokat mégis biztassa, Tuhaj-bejt, legjelesebb vezérét küldte a csapat élén Zaporozsjéra. A tatárok a kozák sereg két szárnyát foglalták el, illetve elővédi feladatokat teljesítettek.

Hmelnickijnek sietnie kellett, nehogy a hetmanok egyesülhessenek. Tartott ugyanakkor attól is, hogy akár Jeremi Wiśniowiecki herceg is a segítségükre érkezhet, akinek mintegy 15 ezer katonából álló, ütöképes serege volt.

Ahogy haladtak előre, elkerülték a közeli Kodak várát, amelyet csekély számú lengyel katonaság védett, de meredek ponton helyezkedett el, és nehéz volt megostromolni.

A Dnyeper mentén lefelé haladó szemeneket, azaz a lajstromos kozákokat Hmelnickij maga mellé állította. A gályákon érkező németeket és cseheket megadásra szólították, de parancsnokuk ezt megtagadta. Harc alakult ki közöttük, amelyben a németeket legyilkolták.

Amint folytatták útjukat a Dnyeper mellékfolyója a Zsovtyi Vodi felé még több környékbeli paraszt és kozák csatlakozott. Hogy mekkora erővel rendelkezett, azt nem tudni.
A lengyel csapatok kötelékében még mindig maradtak kozákok és igen sok ukrán nemzetiségű katona, továbbá tatár, és oláh (főként moldvai) nemzetiségű egységek. Annak ellenére, hogy Hmelnickij számbeli fölényben állt a két hetman seregével szemben, minőségileg a lengyelek álltak jobban, mert csapataik kivétel nélkül kiképzett reguláris egységekből álltak. Hmelncikij seregének többségét tatárok és parasztok alkották, akik igen könnyen megfutamodtak nyílt mezőn.

## A csata

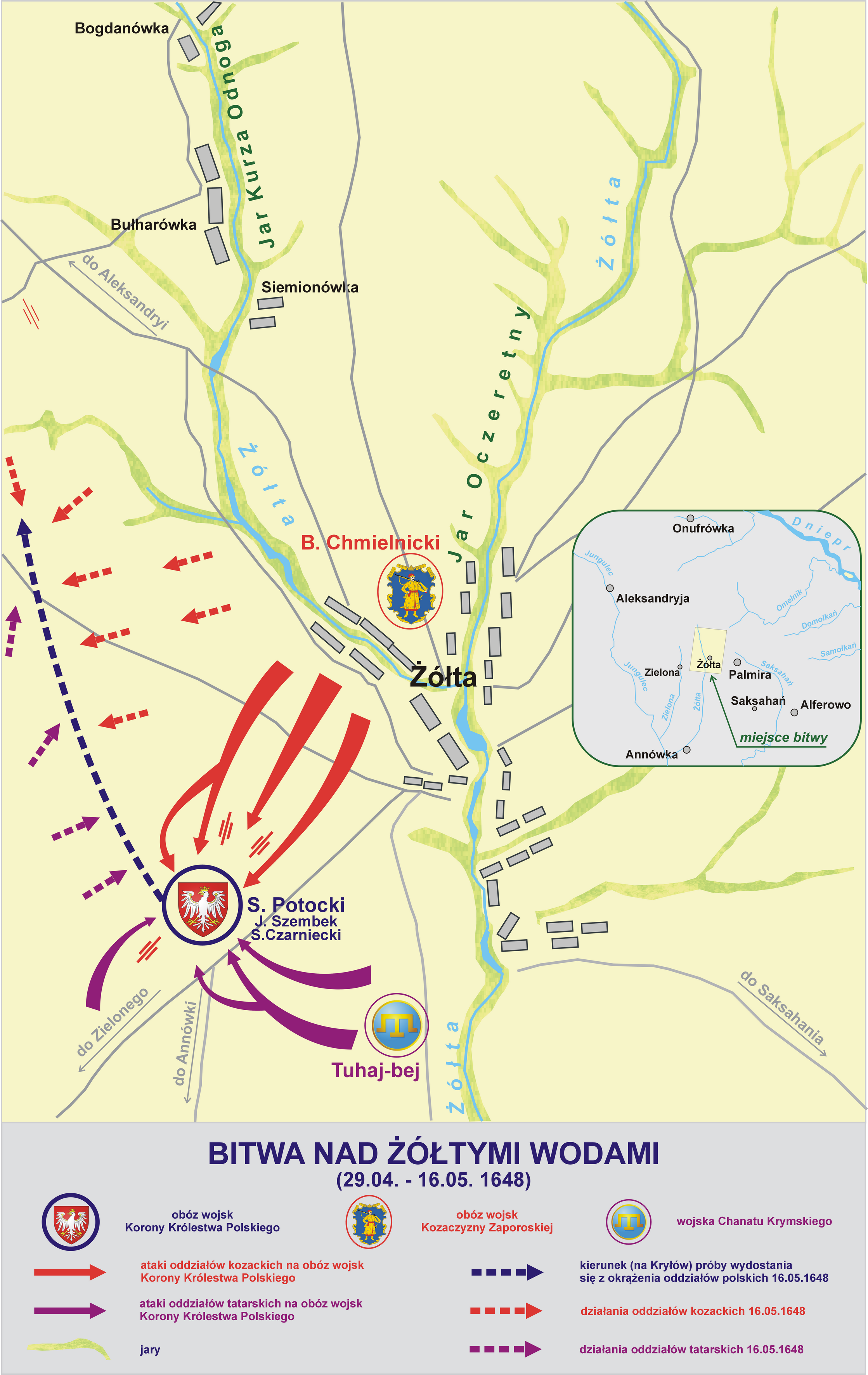
Zsovtyi Vodi csata

A kozák hetman tisztában volt seregének harci értékével, így nem mert a nyílt rónán megütközni még Stefan Potocki kastellán páncélosaival sem, mivel a lengyel lovasság az egyik legjobb katonai erő volt Európában. Hmelnickij úgy döntött, hogy sáncokat ásat, és azok mögül próbálja felőrölni az ifjabb Potocki erőit. Potocki bár átkelt a folyón, a mellette szolgáló Stefan Czarniecki tanácsára azonban visszavonult a másik partra. Erre a hetman felhagyott az erődítési munkálatokkal, és seregével ő is követte.

Az utóbbi napok esőzéseitől a föld felázott, így Hmelnickij remélte, hogy a lovasság majd elakad a sárban. A hetman hadai is csakhamar megérkeztek. A Zsovtyi Vodi másik partján a kozák had, a tatárok védelme alatt, sáncok emelésébe fogott. Mielőtt a töltés elkészült volna, a munkát megzavarta az ifjabb Potocki váratlan támadása, amely majdnem eldöntötte az ütközet sorsát a lengyelek javára. Hmelnickij teljes vereségét csak a hirtelen kitört zápor akadályozta meg.

A veszteségek miatt dühös Tuhaj-bej csaknem elvonult. A lengyel támadásban részt vevő ukrajnai zászlóaljakból néhány embert foglyul ejtettek, akiket Hmelnickij tanácsára a murza szabadon bocsátott, visszaengedte a lengyel táborba, ahol azok elmondták milyen nagylelkűen bántak velük a kozákok és a tatárok, s hogy mennyi ukrán paraszt fogott fegyvert. Hmelnickij ravaszul így próbálta maga mellé állítani a lengyelek oldalán harcoló ukránokat, akik valószínűleg már ekkor eltökélték, hogy átállnak a kozákokhoz.
Május 7-én megkezdődött az ütközet. A harc forgatagában egyik pillanatról a másikra a lengyel sereg valamennyi ukrán nemzetiségű katonája átállt a kozákokhoz, és ez végzetes lett a lengyelek számára.

Stefan Potocki kastellán elesett, Mikołaj Potockinak sikerült elmenekülni, és elérte Kalinowskit, aki Korszunynál táborozott.

## Akorszunyi csataelőkészületei
Hmelnickij ezt követően még aznap bevonult Cserkasziba, ahol ismét rengeteg kozák és népfölkelő csatlakozott hozzá. Innen előreküldte Tuhaj-bejt és a mellé állt szemeneket, hogy üssenek rajta Kalinowskin. Ezalatt a parasztok elkezdték fosztogatni és lemészárolni a városi zsidókat, lengyeleket és cigányokat.

A rajtaütés nem sikerült, Tuhaj-bejt visszaverték. Hmelnickij ekkor a segítségére sietett és sikerült megnyerni a csatát.
A csatában a két lengyel sereget teljesen megsemmisítették. Bár Hmelnickij veszteségei is nagyok voltak, de neki jött az utánpótlás, mert a kozákok és a parasztok óriási számban csatlakoztak a felkelő sereghez. Hmelncikij több lengyelek védte várat bevett, s néhány erőd kivételével egész Kelet-Ukrajna a kezébe került.

## Szépirodalmi feldolgozás
- Henryk Sienkiewicz: Tűzzel-vassal